# Melchor de Palau
Melchor de Palau y Catalá (Mataró, 1843-Madrid, 1910) fue un ingeniero de caminos, canales y puertos y escritor español.

## Biografía
Melchor de Palau estudió Ingeniería de Caminos, Canales y Puertos, que terminó en 1863, y Leyes. Desde 1878 fue Ingeniero Jefe de la Diputación de Barcelona, y como tal elaboró el Plan de carreteras provinciales de Barcelona de 1879, de cuya planificación y ejecución se responsabilizó hasta que se vio obligado a cesar de su cargo en julio de 1886, por las desavenencias y presiones políticas que recibió durante la ejecución del plan.
Posteriormente se le encomendó un estudio para la apertura de túneles para el paso del ferrocarril en los Pirineos. Trasladado a Madrid, desempeñó la cátedra de Geología y Paleontología de la Escuela Especial de Ingenieros de Caminos. Académico de la Real Academia de Bellas Artes de San Fernando, en 1908 ocupó plaza en la Real Academia Española de la Lengua. También fue presidente de la Sociedad de Escritores y Artistas españoles.
De su obra en verso cabe destacar su dedicación a la recopilación de las coplas tradicionales, que publicaría en revistas y diarios,  y reuniría posteriormente en Poesías y cantares (1878) y en Nuevos cantares (1880). En 1876 publicó una serie de poesías inspiradas en los Evangelios, con el título De Belén al Calvario. También escribió "poesías científicas", por las que José Zorrilla le llamó «poeta del Rayo y del Carbón de piedra», agrupadas en el libro Verdades poéticas (1879). Colaboró en varios periódicos, donde ejerció también la crítica literaria, algunas de ellas recogidas en Acontecimientos literarios. Impresiones y notas bibliográficas (1896). Pero su obra más célebre es la traducción que hizo al castellano de La Atlántida de Jacinto Verdaguer.
Gran parte de la documentación personal y profesional de Palau se conserva en el Archivo Comarcal del Maresme, en Mataró. Este fondo conserva muchas de sus obras publicadas, recortes de prensa con sus poemas y obras menores publicadas en revistas y diarios de su tiempo, así como algunos de sus trabajos de ingeniería, su correspondencia personal y muchas notas personales.
Su sobrino Melchor de Palau y Simón fue arquitecto.

## Obras
Relación de las principales obras de Melchor de Palau y Catalá:
- Carreteras-Tranvías (Madrid, 1874).
- Horas de amor (Barcelona, 1877).
- Poesías y cantares (Madrid, 1878).
- Traducción al castellano de La Atlántida de Jacinto Verdaguer (Barcelona, 1878).
- Plan de carreteras provinciales de Barcelona 1879
- Ley de Aguas del 13 de junio de 1879.
- Verdades poéticas (Barcelona, 1879).
- Geología aplicada (Madrid, 1880).
- Cantares populares y literarios (Madrid, 1889).
- Nuevos cantares (Madrid, 1890).
- Poesías de D. Melchor de Palau (Barcelona, 1896)
- Acontecimientos literarios, impresiones y notas bibliográficas (Madrid, 1896).
- Versos para escuelas (Barcelona y Madrid, 1904).
- Poesies Catalanes (Barcelona, 1914 y 1917).
- Traducción al castellano de Batalla de reinas de Frederic Soler.
- Traducción de Pablo y Virginia, de Bernardino de Saint Pierre.